# Icterus jamacaii
Icterus jamacaii (лат.) — вид воробьиных птиц из семейства трупиаловых. Одно время считался конспецифичным с Icterus icterus.

## Распространение
Обитают в северо-восточной части Бразилии.

## Описание
Длина тела около 23 см. Хвост длинный, клюв широкий. Окрас ярко-оранжевый, но голова, верх груди, крылья и хвост птицы чёрные. Внешний облик схож с обликом Icterus icterus. Также представителей вида можно принять за Icterus croconotus, однако, между ними есть ряд отличий, например, у последних оранжевые головы.

## Питание
В рацион входят насекомые и другие мелкие беспозвоночные, а также фрукты и нектар.

## Охранный статус
МСОП присвоил виду охранный статус LC.